# Küchendeutsch
Küchendeutsch (textuellement « allemand de cuisine », aussi anglais Namibian Black German) est un pidgin à base lexicale allemande parlé en Namibie (tout comme l’Unserdeutsch en Papouasie-Nouvelle-Guinée). Aujourd'hui, il est parlé par environ 15 000 Namibiens, principalement âgés et/ou autrefois employés chez leurs colonisateurs - d'où ce terme, Küchendeutsch.
Les locuteurs maîtrisent souvent également soit l'afrikaans soit l'allemand standard.
Exemples
- Lange nicht sehen, pour dire « Lange nicht gesehen » (« Ça fait longtemps qu'on s'est pas vu »)
- Was Banane kosten?, pour « Was kostet die Banane? » (« Combien coûte la banane ? »)
- spät Uhr, pour « zu später Zeit » (« à une heure tardive »)
- Herr fahren Jagd, nicht Haus, pour « Der Herr geht zur Jagd, und ist nicht zu Hause » (« Le monsieur va à la chasse et n'est pas à la maison »)

Le Küchendeutsch est fréquemment un aiguillon pour les jeunes Namibiens qui les pousse à apprendre l'allemand en tant que langue étrangère afin de pouvoir comprendre leurs grands-parents.
Au début du XXe siècle, il y avait des tentatives pour développer un allemand artificiellement simplifié pour être utilisé dans les colonies. Ceci fut propagé par Emil Schwörer en 1916 sous le nom de Kolonialdeutsch (« allemand colonial »). En opposition à cette idée existait aussi le concept du Weltdeutsch (« allemand mondial, universel ») d'Adalbert Baumann, conçu comme moyen de communication international.